# Okręg wyborczy Southampton
Okręg wyborczy Southampton powstał w 1290 r. i wysyłał do angielskiej, a następnie brytyjskiej, Izby Gmin dwóch deputowanych. Okręg obejmował miasto Southampton. Został zlikwidowany w 1950 r.

## Deputowani do brytyjskiej Izby Gmin z okręgu Southampton
- 1660–1661: William Stanley
- 1660–1661: Robert Richbell
- 1661–1678: Richard Ford
- 1661–1670: William Legge
- 1670–1679: Thomas Knollys
- 1678–1699: Benjamin Newland
- 1679–1689: Charles Wyndham
- 1689–1689: Richard Brett
- 1689–1689: Edward Fleming
- 1689–1698: Charles Wyndham
- 1698–1701: John Smith
- 1699–1701: Roger Mompesson
- 1701–1702: Mitford Crow
- 1701–1712: Adam de Cardonnel
- 1702–1705: Frederick Tylney
- 1705–1708: Henry Bentinck, wicehrabia Woodstock
- 1708–1710: Simeon Stuart
- 1710–1722: Richard Fleming
- 1712–1715: Roger Harris
- 1715–1727: Thomas Lewis
- 1722–1727: Thomas Missing
- 1727–1729: Robert Eyre
- 1727–1734: Anthony Henley
- 1729–1741: William Heathcote
- 1734–1737: John Conduitt
- 1737–1741: Thomas Lee Dummer
- 1741–1754: Peter Delme
- 1741–1747: Edward Gibbon Senior
- 1747–1760: Anthony Langley Swymmer
- 1754–1780: Hans Stanley
- 1760–1768: Henry Dawkins
- 1768–1774: Henry Temple, 2. wicehrabia Palmerston
- 1774–1780: John Fleming
- 1780–1784: John Fuller
- 1780–1784: Hans Sloane
- 1784–1790: John Fleming
- 1784–1806: James Amyatt
- 1790–1794: Henry Martin
- 1794–1818: George Henry Rose
- 1806–1807: Arthur Atherley
- 1807–1812: Josias Jackson
- 1812–1818: Arthur Atherley
- 1818–1830: William Chamberlayne
- 1818–1826: William Champion de Crespigny
- 1826–1831: Abel Rous Dottin
- 1830–1831: James Barlow-Hoy
- 1831–1835: Arthur Atherley
- 1831–1832: John Storey Penleaze
- 1832–1833: James Barlow-Hoy
- 1833–1835: John Storey Penleaze
- 1835–1837: James Barlow-Hoy
- 1835–1841: Abel Rous Dottin
- 1837–1841: Adam Haldane-Duncan, wicehrabia Duncan
- 1841–1842: James Bruce, lord Bruce, wigowie
- 1841–1842: Charles Cecil Martyn
- 1842–1847: Humphrey St John Mildmay
- 1842–1847: George William Hope
- 1847–1857: Alexander Cockburn, wigowie
- 1847–1862: Brodie McGhie Willcox
- 1857–1859: Thomas Matthias Weguelin
- 1859–1865: William Digby Seymour
- 1862–1865: William Anderson Rose
- 1865–1878: Russell Gurney
- 1865–1868: George Moffatt
- 1868–1874: Peter Merrick Hoare
- 1874–1880: Frederick Perkins
- 1878–1880: Alfred Giles
- 1880–1885: Henry Lee
- 1880–1883: Charles Parker Butt
- 1883–1892: Alfred Giles
- 1885–1888: John Edmund Commerell
- 1888–1895: Francis Henry Evans
- 1892–1896: Tankerville Chamberlayne
- 1895–1906: John Stephen Barrington Simeon
- 1896–1900: Francis Henry Evans
- 1900–1906: Tankerville Chamberlayne
- 1906–1922: Ivor Philipps, Partia Liberalna
- 1906–1922: William Dudley Ward, Partia Liberalna
- 1922–1929: Edwin King Perkins, Partia Konserwatywna
- 1922–1929: Allen Bathurst, lord Apsley, Partia Konserwatywna
- 1929–1931: Ralph Morley, Partia Pracy
- 1929–1931: Tommy Lewis, Partia Pracy
- 1931–1945: William Craven-Ellis, Partia Konserwatywna
- 1931–1940: Charles Barrie, Partia Liberalna
- 1940–1940: John Reith
- 1940–1945: William Stanley Russell Thomas, Narodowa Partia Liberalna
- 1945–1950: Ralph Morley, Partia Pracy
- 1945–1950: Tommy Lewis, Partia Pracy